# Athénodore de Soles
Pour les articles homonymes, voir Athénodore.

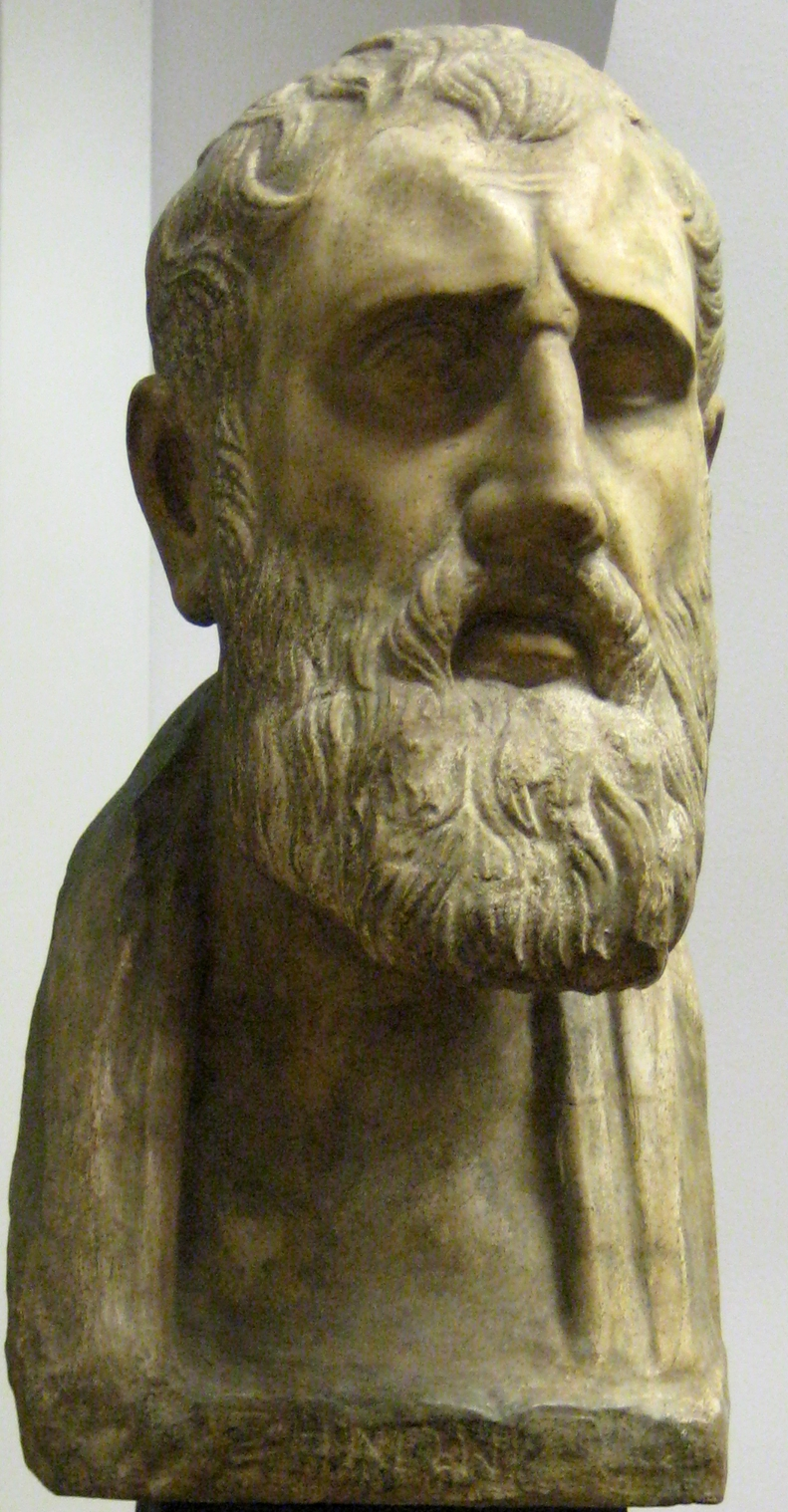
Buste de Zénon de Kition.

Athénodore de Soles (en grec ancien Ἀθηνόδωρος ὁ Σολεύς / Athênódoros ho Soleús) est un philosophe stoïcien, disciple de Zénon de Kition, qui a vécu au troisième siècle avant Jésus-Christ. Il est le frère du poète Aratos de Soles, et tous deux ont suivi l'enseignement de Zénon de Kition. Il porte le prénom de son père Athénodore, originaire de la ville de Soles en Cilicie, ce qui en fait le compatriote d'un autre disciple de Zénon, Chrysippe. Il est mentionné dans la liste des disciples de Zénon donnée par Diogène Laërce.